# Лозовое (Ичнянский район)
Лозовое (укр. Лозове) — исчезнувшее село,
Иваницкий сельский совет,
Ичнянский район,
Черниговская область,
Украина.
Село ликвидировано в 1991 году .

## Географическое положение
Село Лозовое находилось на расстоянии в 1,5 км от села Барвинково.
По селу протекает пересыхающий ручей с запрудой.

## История
- 1991 — село ликвидировано [1].